# 1188
Високе Середньовіччя •  Золота доба ісламу •  Реконкіста •  Хрестові походи •  Київська Русь

## Геополітична ситуація
Ісаак II Ангел очолоє Візантію (до 1195). Фрідріх Барбаросса є імператором Священної Римської імперії (до 1190). Філіп II Август править у Франції (до 1223).
Апеннінський півострів розділений: північ належить Священній Римській імперії, середню частину займає Папська область, більша частина півдня належить Сицилійському королівству. Деякі міста півночі: Венеція, Піза, Генуя тощо, мають статус міст-республік, частина з яких об'єднана Ломбардською лігою.
Південь Піренейського півострова в руках у маврів. Північну частину півострова займають християнські Кастилія, Леон (Астурія, Галісія), Наварра, Арагонське королівство (Арагон, Барселона) та Португалія. Королем Англії є Генріх II Плантагенет (до 1189), королем Данії — Кнуд VI (до 1202).
У Києві княжить Святослав Всеволодович (до 1194). Галич захопив угорський король Бела III. Ярослав Всеволодович княжить у Чернігові (до 1198), Всеволод Велике Гніздо у Володимирі-на-Клязмі (до 1212). Новгородська республіка та Володимиро-Суздальське князівство фактично відокремилися від Русі. У Польщі період роздробленості. На чолі королівства Угорщина стоїть Бела III (до 1196).
В Єгипті, Сирії та Палестині править династія Аюбідів, невеликі території на Близькому Сході утримують хрестоносці.
У Магрибі панують Альмохади. Сельджуки окупували Персію та Малу Азію. Хорезм став наймогутнішою державою Середньої Азії. Гуриди контролюють Афганістан та Північну Індію. У Китаї співіснують держава ханців, де править династія Сун, держава чжурчженів, де править династія Цзінь, та держава тангутів Західна Ся. На півдні Індії домінує Чола. В Японії розпочався період Камакура.

## Події
- Олег Ярославич повернув собі Галич з підтримкою польського князя Казимира II Справедливого.
- Після отруєння Олега Ярославича галицьким князем став Роман Мстиславич.
- Володимир Ярославич звернувся за допомогою до угорського короля Бели III. Бела захопив Галич, але посадив Володимира Ярославича у в'язницю, і проголосив королем Галичини себе самого.
- Річард Левове Серце уклав союз з французьким королем Філіпом II Августом проти свого батька, англійського короля Генріха II Плантагенета.
- Європейські монархи, готуючись до Третього хрестового походу, встановили спеціальні податки з метою збору коштів.
- Королем Леону став Альфонсо IX. Він зібрав Кортеси, що вважаються одним із найперших парламентів у Європі.
- Салах ад-Дін взяв в облогу фортецю хрестоносців Крак де Шевальє, але марно.

## Народились
- 4 березня — Бланка Кастильська, королева Франції (з 1223), дружина Людовика VIII, регентка (1226-1234) при своєму синові Людовику IX (Святому).